# Sickerstollen
Ein Sickerstollen ist eine horizontale Wasserfassung, eine bauliche Anlage, die zur Abführung und zur Gewinnung unterirdischen Wassers aus Gesteinskörpern genutzt und unter Tage angelegt wird. Der Sickerstollen schneidet die wasserführende geologische Schicht an und führt über eine undurchlässige Schicht das Wasser in einen Sammelschacht; sein Verlauf richtet sich nach dem Gelände.
In leicht ansteigenden Stollen werden Sicke (Wassergräben) angelegt welche i. d. R. ca. 30 cm breit und 20 cm tief sind. Die Art der Förderung (Hunt/Hund oder Karre) bestimmt die Position (seitlich oder mittig) an der die Sicke angelegt wird.

## Bau
Sickerstollen werden im festen Boden so vorgetrieben, dass ihr First die durchnässte Gleitfläche durchstößt. Der Stollen wird mit Steinen ausgepackt, wobei die Stollenzimmerung am First unterbrochen, sonst aber erhalten bleibt.